# Nurhan Soykan
Nurhan Soykan (* 1970 in Kayseri) ist eine türkisch-deutsche Juristin und Generalsekretärin des Zentralrats der Muslime in Deutschland (ZMD).

## Leben
Sie übersiedelte im Alter von drei Jahren mit ihren Eltern nach Deutschland.
Soykan studierte in Köln Rechtswissenschaft und ist in Köln seit 2005 als Rechtsanwältin mit den Tätigkeitsschwerpunkten Bau-, Familien- und Verwaltungsrecht tätig.
Von 2007 bis 2009 war sie Pressesprecherin des Zentralrates der Muslime in Deutschland. In den Jahren 2010 bis 2012 war sie Vorstandsmitglied im Aktionsbündnis Muslimischer Frauen in Deutschland e. V. Soykan war regelmäßige Teilnehmerin der Deutschen Islamkonferenzen.
Im Jahr 2020 wurde Soykan vom Auswärtigen Amt zur Beraterin für das Referat 612 „Religion und Außenpolitik“ bestellt. Dies wurde parteiübergreifend kritisiert mit dem Vorwurf, sie würde sich nicht ausreichend von Antisemitismus und religiösem Extremismus abgrenzen. Daraufhin gab das Auswärtige Amt die vorläufige Einstellung des genannten Projekts bekannt.

## Position zum politischen Salafismus
Zum politischen Salafismus in Deutschland erklärte Soykan in ihrer Eigenschaft als Generalsekretärin des Zentralrats der Muslime in Deutschland nach gewaltsamen Auseinandersetzungen zwischen Polizei und Salafisten im Mai 2012: „Wir distanzieren uns ausdrücklich von gewaltbereiten Muslimen, die zur Selbstjustiz anstacheln und die Polizei angreifen.“